# William Danjon Dieudonné
Willian Danjon Dieudonné (París, 22 d'abril del 1924 - Andorra la Vella, 8 de febrer del 2014) va ser un periodista i locutor de ràdio d'origen danès, que va desenvolupar la seva carrera professional al Principat d'Andorra.
Fill de pare francès i mare nord-americana, va passar bona part de la seva joventut a Dinamarca, on va estudiar periodisme a la Universitat de Copenhaguen. Practicant de la fe bahà'i, va arribar a Andorra l'any 1953 com a missioner espiritual d'aquesta religió. El director de la Societat d'Aigües de Barcelona, va facilitar-li l'accés al país oferint-li una feina a FHASA.
L'any 1954 el director artístic de Ràdio Andorra, Paul Servant, li fa una prova per entrar a formar part de l'emissora, on va començar a treballar oficialment el 15 de juliol del 1955. Per desenvolupar la tasca de locutor va triar com a pseudònim Michel Avril, una combinació del seu segon nom i el seu mes de naixement. Va iniciar-se compartint micròfon amb Lydia Linares i Carmen del Monte, i en poc temps es va convertir en una de les veus masculines més populars de Ràdio Andorra. Va presentar diversos programes entre els quals destaquen "Pages immortelles, "Le programme à la carte", "Chez vous madame", "Nouveau sillon" i "Un sourire en chantant".
El 31 de maig del 1963 deixa Ràdio Andorra per entrar a treballar al Sindicat d'Iniciativa, on s'ocuparia de la promoció turística del país. Un dels seus grans èxits fou portar el Tour de França a Andorra l'any 1964. Posteriorment seria nomenat director de la Casa d'Andorra a Paris, on va treballar des del 1966 a 1975.
En tornar a Andorra va treballar com a periodista a Sud Ràdio, fins al tancament de l'emissora. Més endavant va ocupar diferents càrrecs al Ministeri d'Educació i Cultura, abans de retornar a exercir de periodista al Diari d'Andorra.
Va morir a la residència Clara Rabassa d'Andorra la Vella, el 8 de febrer del 2014.

## Llegat
En morir va llegar les seves pertinences al Govern d'Andorra, incloses la seva col·lecció bibliogràfica i d'art.
L'any 2019 el Govern d'Andorra va inaugurar un nou espai expositiu, Espai Dèria, amb l'exposició Espurnes del nord. De Eckersberg a Rosager, dedicada íntegrament a la seva col·lecció de pintura danesa.